# Keedron Bryant
Pour les articles homonymes, voir Bryant.
Keedron Bryant est un chanteur italo-américain, né le 3 juillet 2007 en Sicile, en Italie. Il se fait connaître grâce à sa chanson de révolte I Just Wanna Live, ayant gagné en popularité virale après la mort de George Floyd en mai 2020 à Minneapolis.

## Biographie

### Jeunesse et formation
Keedron Bryant naît le 3 juillet 2007 en Sicile, en Italie. Sa mère, Johnnetta Bryant, est ministre et employée au département de la Défense des États-Unis et son père, Kendric Bryant, ministre et membre de l'United States Navy,. À l'âge de 5 ans, il commence à chanter et, à 7 ans, désire d'être chanteur. Il grandit à Jacksonville, en Floride, où il chante dans sa chorale paroissiale et dans des spectacles à l'école, et où il regarde des DVD sur des chanteurs de gospel, offerts par son père.
En mi-année 2019, il est remarqué dans une vidéo, chantant la chanson du gospel Brand New Life qui se propage sur internet. En juillet 2019, il récolte le prix du meilleur chanteur de l'année lors de la cérémonie de Gospel Choice Music Awards.
En mai 2020, il apparaît dans la quatrième saison de la série télévisée Little Big Shots, sur la chaîne NBC, où il chante la chanson Oh Happy Day,.
Il assiste aux cours au collège d'Oakleaf dans le quartier de Orange Park, à Jacksonville.

### Ascension, avecI Just Wanna Live
Le 26 mai 2020, le lendemain de la mort de George Floyd, la mère de Keedron Bryant écrit une chanson de révolte I Just Wanna Live (littéralement « Je veux juste vivre »), après avoir vu George Floyd appeler sa mère. Une vidéo de Keedron Bryant chantant a cappella cette chanson est postée sur YouTube et Instagram, où il remporte rapidement un succès viral, attirant le regard de l'ancien président des États-Unis Barack Obama, le joueur de basketball LeBron James, la chanteuse Janet Jackson et l'actrice Lupita Nyong'o,. Le producteur Dem Jointz, après avoir vu la vidéo de Keedron Bryant à la télévision, retravaille sur la chanson avant de la publier, et qui sera découverte par le responsable de Warner Records,. Keedron Bryant signe un contrat avec Warner Records, via la société de production de Dem Jointz, UMUWWA, et la version de Dem Jointz I Just Wanna Live, considérée comme son premier disque,,.
Le 11 septembre 2020, il sort son premier EP, I Just Wanna Live, un disque de RnB. En même temps, il sort une restitution évangélique de I Just Wanna Live, avec un clip. En octobre, il reprend la chanson Mercy Mercy Me (The Ecology) de Marvin Gaye pour l'album I Can't Breathe/Music for the Movement de Hollywood Records, et apparaît dans la chanson Change de Jermaine Dupri,. En octobre, il sort son extended play (EP) de Noël, The Best Time of Year, via Warner.
En janvier 2021, il sort le disque I Know I Been Changed (littéralement « Je sais que j'ai changé »), qu'il interprète avec Symba et Gary Clark Jr., figurant dans la bande originale du film American Skin de Nate Parker.

## Discographie

### Extended plays
- 2020 : I Just Wanna Live (Warner Records)
- 2020 : The Best Time of Year (Warner Records)
- 2022 : Keedron (Warner Records)

### Singles

#### En tant qu'artiste solo
- 2020 : : I Just Wanna Live (album I Just Wanna Live)
- 2020 : U Got This (album I Just Wanna Live)
- 2020 : Mercy Mercy Me (The Ecology) (album I Can't Breathe/Music for the Movement)
- 2021 : I Know I Been Changed, avec Symba et Gary Clark, Jr. (album American Skin)

#### En tant qu'invité
- 2020 : Smile, avec Yellopain (album Yello Is The New Black)